# Ефективність хижаків
Ефективність хижаків — ефективність, з якою хижак підтримує щільність популяції жертви на низькому рівні. 
Чим вища і ширша крива виїдання, тим вище ефективність хижаків у ролі регулюючого чинника. Функціональна і чисельна реакції  популяції хижака підвищують ефективність хижаків. Якщо даний вид жертви служить здобиччю для декількох видів хижаків, то разом вони регулюють її чисельність більш ефективно, ніж кожен з них окремо (правило кооперації хижаків). У ретельно розроблених програмах біологічної захисту враховується це правило, і боротьба з шкідниками проводиться з одночасним використанням кількох видів хижаків і паразитів, що розрізняються за своєю тактикою.
Р. Ріклефс (1979) образно описав процеси  коеволюції споживаних і споживаючих видів: «Кожній еволюційній перевазі, яка з'явилася в одній популяції, протиставляються нові пристосування, що розвиваються в іншої популяції. Живий світ подібний до задзеркального світу  Аліси, де кожен повинен бігти якомога швидше лише для того, щоб залишатися на місці» (с. 223).
Проте, навіть при настільки багатому арсеналі засобів захисту у жертв і нападу у хижаків екологічна рівновага в парі «хижак — жертва» тільки за рахунок їх біотичних потенціалів неможлива. І в цьому випадку, як і у відносинах фітофагів і рослин, необхідна третя ланка харчового ланцюга — природний «ворог» хижака — хижак вищого порядку або паразит.
Залежно від характеру жертви і типу хижака (справжній, що вбиває жертву відразу, або пасовищник, що використовує її багаторазово), можлива різна залежність динаміки їх популяцій. При цьому картина ускладнюється тим, що хижаки рідко бувають монофагами (тобто живляться одним видом жертви за типом «переслідування»). Найчастіше, коли виснажується популяція одного виду жертви та її здобування вимагає занадто великих витрат сил, хижаки перемикаються на інші види жертв. Крім того, одну популяцію жертв може експлуатувати кілька видів хижаків і паразитів.
З цієї причини часто згадуваний в екологічній літературі ефект залежності чисельності популяцій жертв і хижаків — пульсація чисельності популяції жертви, за якою з деяким запізненням пульсує чисельність популяції хижака («принцип Лотки — Вольтерри») — спостерігається рідко.

## Ресурси Інтернету
- Розенберг Г. С. О структуре учения о биосфере
- Дедю И. И. Экологический энциклопедический словарь. — Кишинев, 1989 [Архівовано 24 жовтня 2016 у Wayback Machine.]
- Англо-русский биологический словарь (online версия) [Архівовано 6 листопада 2016 у Wayback Machine.]
- Англо-русский научный словарь (online версия) [Архівовано 21 жовтня 2016 у Wayback Machine.]